# Palpada
Palpada es un género neotropical de 85 especies de moscas de las flores o moscas sírfidas. Son de apariencia similar a Eristalis, pero más coloridos.
Las larvas acuáticas tienen piezas bucales adaptadas a la filtración de comida flotante. La mayoría se encuentran en los neotrópicos, también hay especies en la región neártica.

## Algunas especies
- Palpada agrorum (Fabricius, 1787)
- Palpada albifrons (Wiedemann, 1840)
- Palpada alhambra (Hull, 1925)
- Palpada furcata (Wiedemann, 1819)
- Palpada lindneri Thompson, 1999
- Palpada megafemur Thompson, 1999
- Palpada mexicana (Macquart, 1847)
- Palpada minutalis (Williston, 1891)
- Palpada pusilla (Macquart, 1842)
- Palpada rufiventris (Macquart, 1846)
- Palpada scutellaris (Fabricius, 1805)
- Palpada suprarufa Thompson, 1999
- Palpada texana (Hull, 1925)
- Palpada triangularis (Giglio-tos, 1892)
- Palpada vinetorum (Fabricius, 1798)